# Stuart Hogg
Pour les articles homonymes, voir Hogg.

a Compétitions nationales et continentales officielles uniquement.

b Matchs officiels uniquement.
Dernière mise à jour le 10 juillet 2023.
Stuart William Hogg, né le 24 juin 1992 à Melrose (Écosse), est un joueur international écossais de rugby à XV et de rugby à sept. Il joue principalement au poste d'arrière.
Il met un terme à sa carrière dans un premier temps en juillet 2023 mais il revient sur sa décision, sort de sa retraite un an plus tard et s’engage avec  Montpellier lors de l'été 2024.

## Biographie

### Famille
Son frère Graham Hogg est également un joueur de rugby à XV, il a joué avec les équipes de jeunes Écossaises et dans l'équipe d'Écosse de rugby à sept.
Hogg est un parent éloigné de George Best.

### En club

#### Glasgow Warriors
Stuart Hogg fait ses débuts avec les Glasgow Warriors en Celtic League en février 2011. Il fait deux apparitions lors de la saison 2010-2011.
Il commence la saison de Pro12 2011-2012 en tant que titulaire au poste d'arrière.
La saison suivante, il est élu dans l'équipe type de la saison 2012-2013 du Pro12.
En novembre 2014, il prolonge de deux ans avec les Glasgow Warriors, jusqu'en 2017.
En 2016, courtisé par de nombreux clubs, il prolonge de nouveau jusqu'à la fin de la saison 2018-2019. Avec des émoluments fortement revus à la hausse, il touche 440 000 euros par an, ce qui en fait le joueur le mieux payé de l’histoire de la fédération écossaise.
En 2017, Hogg devient à seulement 24 ans le plus jeune joueur à atteindre les 100 matchs avec les Warriors.
En novembre 2018, Hogg annonce quitter les Glasgow Warriors après neuf saisons pour rejoindre les Exeter Chiefs après la Coupe du monde 2019.

#### Exeter Chiefs
Durant sa première saison en Angleterre, en 2019-2020, son nouveau club est dans un premier temps finaliste de la Coupe d'Europe contre le Racing 92. Il est titulaire dans ce match qui se termine par une victoire anglaise 31 à 27,. En championnat son équipe est également finaliste. Les Chiefs rencontrent les Wasps. Stuart Hogg est titularisé et les siens l'emportent 19 à 13 et réalisent ainsi le doublé Coupe d'Europe/Championnat,.
La saison suivante, en 2020-2021, Exeter se qualifie jusqu'en finale du championnat pour la sixième fois consécutive et affronte les Harlequins. Pour cette rencontre, Stuart Hogg débute sur le banc des remplaçants avant d'entrer en jeu en début seconde période à la place d'Alex Cuthbert et de marquer un essai. Son équipe est cependant battue de justesse en toute fin de match et s'incline sur le score de 38 à 40,.

#### Montpellier Hérault Rugby
Lors de l'été 2024, Stuart Hogg s'engage avec le Montpellier HR. Le 7 septembre 2024, il dispute face au LOU son premier match sous ses nouvelles couleurs et marque son premier essai malgré la défaite (22-26),.

### En équipe nationale
Stuart Hogg a obtenu sa première cape internationale le 12 février 2012 à l’occasion d’un match contre le pays de Galles à Cardiff (pays de Galles). Puis sa première titularisation le 26 février de la même année, contre la France, match où il inscrit son premier essai avec le XV du chardon.
Jeune joueur prometteur, il se met notamment en valeur lors du Tournoi 2013, inscrivant deux essais dont un contre l'Italie où il remonte tout le terrain après une interception à quelques mètres de sa ligne. Cela lui permet d'intégrer le groupe pour la Tournée de l'équipe des Lions britanniques et irlandais de 2013. Cependant, il n'y joua aucun test match durant la tournée. 
Blessé lors d'une rencontre de Pro12 face au Leinster, Stuart Hogg manque la tournée d'automne 2013 avec l'équipe nationale.
Lors du Tournoi 2016, il participe à la bonne prestation de l'équipe d'Écosse, grâce à ses deux essais et son impact dans le jeu. Il est élu meilleur joueur de la compétition devant l'Anglais Billy Vunipola et le Gallois George North. Lors du Tournoi 2017, il est de nouveau élu meilleur joueur de la compétition devant l'Irlandais CJ Stander et le Français Louis Picamoles.
Le 12 février 2017, il obtient sa cinquantième sélection sous le maillot écossais. À 24 ans, il est le plus jeune joueur à atteindre cette marque, dépassant Richie Gray à cette occasion.
En janvier 2020, il est nommé capitaine de l'équipe nationale en remplacement de Stuart McInally, en vue du Tournoi des Six Nations 2020.
Finalement, en octobre 2022, le sélectionneur Gregor Townsend lui retire le brassard, qui revient à Jamie Ritchie. Ce choix est fait pour retirer ce « fardeau » pour le libérer et lui permettre de retrouver son meilleur niveau, après une période difficile pendant laquelle il avait envisagé de prendre sa retraite,.

### Lions britanniques et irlandais

#### Tournée 2013
Hogg est sélectionné dans l'équipe des Lions britanniques et irlandais pour la tournée 2013 en Australie. Il participe à plusieurs match de préparation contre les franchises australiennes, mais ne dispute aucun match officiel lors de cette tournée, le Gallois Leigh Halfpenny lui étant préféré au poste d'arrière.

#### Tournée 2017
En 2017, Hogg est de nouveau appelé dans l'équipe des Lions pour la tournée en Nouvelle-Zélande. Alors qu'il est favori pour être le titulaire au poste d'arrière, il subit une fracture à un os du visage lors du match de préparation contre les Crusaders et doit déclarer forfait pour la tournée.

#### Tournée 2021
Suart Hogg est une nouvelle fois sélectionné pour les Lions par Warren Gatland pour la tournée 2021 en Afrique du Sud.
Il est titulaire lors des deux premiers matchs de la série face aux Springboks,. Il ne participe pas au dernier match qui voit son équipe s'incliner et perdre la tournée 2-1.

## Fin de carrière puis retour
Après avoir annoncé en mars 2023 prendre sa retraite au terme de la Coupe du monde 2023, Hogg décide finalement le 9 juillet de ne pas y participer et d'arrêter sa carrière avec effet immédiat.
Il met donc un terme à sa carrière dans un premier temps en juillet 2023 mais il revient sur sa décision, sort de sa retraite un an plus tard et s’engage avec  Montpellier lors de l'été 2024.

## Affaires judiciaires
En mars 2024, Il est arrêté à Hawick, à proximité du domicile de son ex-femme et accusé de « comportement menaçant ». Stuart Hogg est finalement libéré sous réserve de comparaître devant le tribunal à une date ultérieure,.
En juillet 2024, il est de nouveau arrêté et placé en garde à vue pour avoir enfreint une mesure d'éloignement, une des conditions de sa remise en liberté sous caution quelques mois auparavant,.
Le 9 septembre 2024, il est de nouveau arrêté en Écosse, la veille de son procès car « inculpé de délits de harcèlement et de violations des conditions de mise en liberté sous caution », selon un communiqué de la police écossaise. En cause, le fait qu'il n'ait pas respecté la mesure d'éloignement vis à vis de son ex-femme qu'il aurait de nouveau harcelé moralement. Le lendemain, il est présenté au tribunal menotté mais son procès est finalement reporté au 4 novembre 2024. Libéré sous caution, il peut repartir le jour-même en France pour jouer avec son club de Montpellier.

## Style de jeu
Stuart Hogg est un excellent relanceur. À la réception du jeu au pied adverse au fond du terrain, il relance la plupart du temps à la main en s'appuyant sur sa vitesse, ses crochets et sa capacité à créer des failles dans les défenses adverses. Depuis plusieurs années, il varie son jeu et recourt plus régulièrement au jeu au pied pour trouver des espaces ouverts dans le camp adverse. Cette variation lui permet d'être moins prévisible dans son jeu et de privilégier la solution la plus efficace.

## Statistiques en équipe nationale
- 100 sélections (99 fois titulaire, 1 fois remplaçant)
- 171 points (27 essais, 5 pénalités, 9 transformations, 1 drop)
- 27 fois Capitaine
- Sélections par année : 10 en 2012, 5 en 2013, 12 en 2014, 11 en 2015, 10 en 2016, 7 en 2017, 10 en 2018, 7 en 2019, 8 en 2020, 8 en 2021, 8 en 2022, 4 en 2023
- Tournois des Six Nations disputés (12) : 2012, 2013, 2014, 2015, 2016, 2017, 2018, 2019, 2020, 2021, 2022 et 2023

En Coupe du monde :
- 2015 : 5 sélections (Japon, États-Unis, Afrique du Sud, Samoa, Australie), 3 points (1 pénalité)
- 2019 : 3 sélections (Irlande, Samoa, Japon), 3 points (1 drop)

### Avec les Lions britanniques et irlandais
- 2 sélections (2 fois titulaire)
- Sélections par année : 2 en 2021

## Palmarès

### En club
- Glasgow Warriors
  - Vainqueur du Pro12 en 2015.
  - Finaliste du Pro12/Pro14 en 2014 et 2019.

- Exeter Chiefs
  - Vainqueur de la Coupe d'Europe en 2020.
  - Vainqueur du Championnat d'Angleterre en 2020.
  - Finaliste du Championnat d'Angleterre en 2021.

### En équipe nationale

#### Tournoi des Six Nations
| Édition                      | Rang | Résultats Écosse | Résultats Hogg | Matchs Hogg |
| ---------------------------- | ---- | ---------------- | -------------- | ----------- |
| Tournoi des Six Nations 2012 | 6    | 0 v, 0 n, 5 d    | 0 v, 0 n, 4 d  | 4/5         |
| Tournoi des Six Nations 2013 | 3    | 2 v, 0 n, 3 d    | 2 v, 0 n, 3 d  | 5/5         |
| Tournoi des Six Nations 2014 | 5    | 1 v, 0 n, 4 d    | 1 v, 0 n, 4 d  | 5/5         |
| Tournoi des Six Nations 2015 | 6    | 0 v, 0 n, 5 d    | 0 v, 0 n, 5 d  | 5/5         |
| Tournoi des Six Nations 2016 | 4    | 2 v, 0 n, 3 d    | 2 v, 0 n, 3 d  | 5/5         |
| Tournoi des Six Nations 2017 | 4    | 3 v, 0 n, 2 d    | 3 v, 0 n, 2 d  | 5/5         |
| Tournoi des Six Nations 2018 | 3    | 3 v, 0 n, 2 d    | 3 v, 0 n, 2 d  | 5/5         |
| Tournoi des Six Nations 2019 | 5    | 1 v, 1 n, 3 d    | 1 v, 0 n, 1 d  | 2/5         |
| Tournoi des Six Nations 2020 | 4    | 3 v, 0 n, 2 d    | 3 v, 0 n, 2 d  | 5/5         |
| Tournoi des Six Nations 2021 | 4    | 3 v, 0 n, 2 d    | 3 v, 0 n, 2 d  | 5/5         |
| Tournoi des Six Nations 2022 | 4    | 2 v, 0 n, 3 d    | 2 v, 0 n, 3 d  | 5/5         |
| Tournoi des Six Nations 2023 | 3    | 3 v, 0 n, 2 d    | 2 v, 0 n, 2 d  | 4/5         |

Légende : v = victoire ; n = match nul ; d = défaite ; la ligne est en gras quand il y a Grand Chelem.

#### Coupe du monde
| Édition                        | Rang            | Résultats Écosse | Résultats Hogg | Matchs Hogg |
| ------------------------------ | --------------- | ---------------- | -------------- | ----------- |
| Angleterre-Pays de Galles 2015 | Quart de finale | 3 v, 0 n, 2 d    | 3 v, 0 n, 2 d  | 5/5         |
| Japon 2019                     | Premier tour    | 2 v, 0 n, 2 d    | 1 v, 0 n, 2 d  | 4/4         |

Légende : v = victoire ; n = match nul ; d = défaite.

### Distinctions personnelles
- Meilleur joueur du Tournoi des Six Nations en 2016 et 2017